# 渡边美里
渡边美里（日语：／ Watanabe Misato，1966年7月12日—）是来自於日本的歌手、作詞家和作曲家。

## 生平
其出生地是京都府相乐郡精华町，日本东京都成長。
其所属之事务所是Heartland（1983年 - 1995年） → Anti Notes Management（1995年 - 2004年3月） → Blue One Music（2004年5月 - 2006年3月） → Newcome Inc.（2006年4月 - 2007年5月14日） → Lara Mahalo（2007年5月15日-今，个人事务所）。1985年5月2日，以单曲《I'm free》出道。在1986年的《MyRevolution》首次获得Oricon公信榜第一名。
从1986年开始每年在西武球场召开的音乐会中都名列其中。

## 關連項目
| - 斉藤恒芳 - 小坂洋二 - 小倉博和 - 石川鉄男 - 山本拓夫 - 藤井謙二 | - 弦一徹 - 丸山茂雄 - 葛城哲哉 - 西本明 - 本田雅人 | - 大村憲司 - 小林武史 - 佐久間正英 - 清水信之 - 鳥山雄司 | - 金子隆博 - スティーヴ・エトウ - 斎藤有太 - 松永俊弥 - 光田健一 |

## 外部連結
- misatowatanabe.com 渡辺美里オフィシャルサイト （页面存档备份，存于）
- Sony Music Online 渡辺美里ディスコグラフィー （页面存档备份，存于）
- 渡辺美里オフィシャルブログ「MISATO TOPICS」Powered by Ameba （页面存档备份，存于）
- 渡辺美里的X（前Twitter） - 渡辺美里のオフィシャルスタッフによるTwitter